# Kurzia sinensis
Espèce
Statut de conservation UICN

 CR (needs updating) B1+2c : 
En danger critique
Kurzia sinensis est une espèce de plante de la famille des Lepidoziaceae endémique de Chine.